# Al-Dżazira (prowincja)
Al-Dżazira (arab. لجزيرة) – prowincja w środkowo-wschodnim Sudanie.
W jej skład wchodzi 7 dystryktów (ludność na podstawie spisu z 2008):
1. Al-Kamlin (401 930)
2. Al-Dżazira Północna (423 863)
3. Al-Husajhisa (606 389)
4. Al-Manakil (906 216)
5. Al-Dżazira Południowa (555 250)
6. Al-Dżazira Wschodnia (463 154)
7. Umm al-Kura (218 478)